# Сіріль Шапюї
Сіріль Шапюї (фр. Cyril Chapuis, нар. 21 березня 1979, Ліон) — французький футболіст, що грав на позиції нападника.

## Ігрова кар'єра
У дорослому футболі дебютував 1998 року виступами за команду «Ніор», в якій провів два сезони, взявши участь у 23 матчах у Лізі 2, після чого протягом 2000—2001 років захищав кольори вищолігового клубу «Ренн».
Своєю грою за останню команду привернув увагу представників тренерського штабу клубу «Марсель», до складу якого приєднався у січні 2002 року. Відіграв за команду з Марселя наступні півтора сезону своєї ігрової кар'єри, але основним гравцем не був, тому 2003 року його віддали в оренду до англійського «Лідс Юнайтед», де зіграв лише один раз проти «Болтон Вондерерз» в листопаді 2003 року, потім він грав на правах оренди у Франції за «Страсбур» у першій половині 2004 року і в «Аяччо» у сезоні 2004/05.
Згодом у сезоні 2005/06 грав у Бельгії за «Брюссель», а потім рік грав за «Гренобль» у Лізі 2.
У січні 2008 року він підписав контракт із «Мецом», але в кінці сезону 2008/09 його контракт не був продовжений. Він опинився без клубу і призупинив кар'єру. Втім у листопаді 2012 року, після трьох років без жодної гри, Шапюї приєднався до команди «Бур-ан-Бресс Перонна». 2014 року остаточно завершив кар'єру.

## Виступи за збірну
Протягом 2000—2002 років залучався до складу молодіжної збірної Франції, з якою брав участь у молодіжному чемпіонаті Європи 2002 року у Швейцарії, де французи дійшли до фіналу, програвши Чехії по пенальті. Всього на молодіжному рівні зіграв у 9 офіційних матчах.